# Schönau (Mannheim)

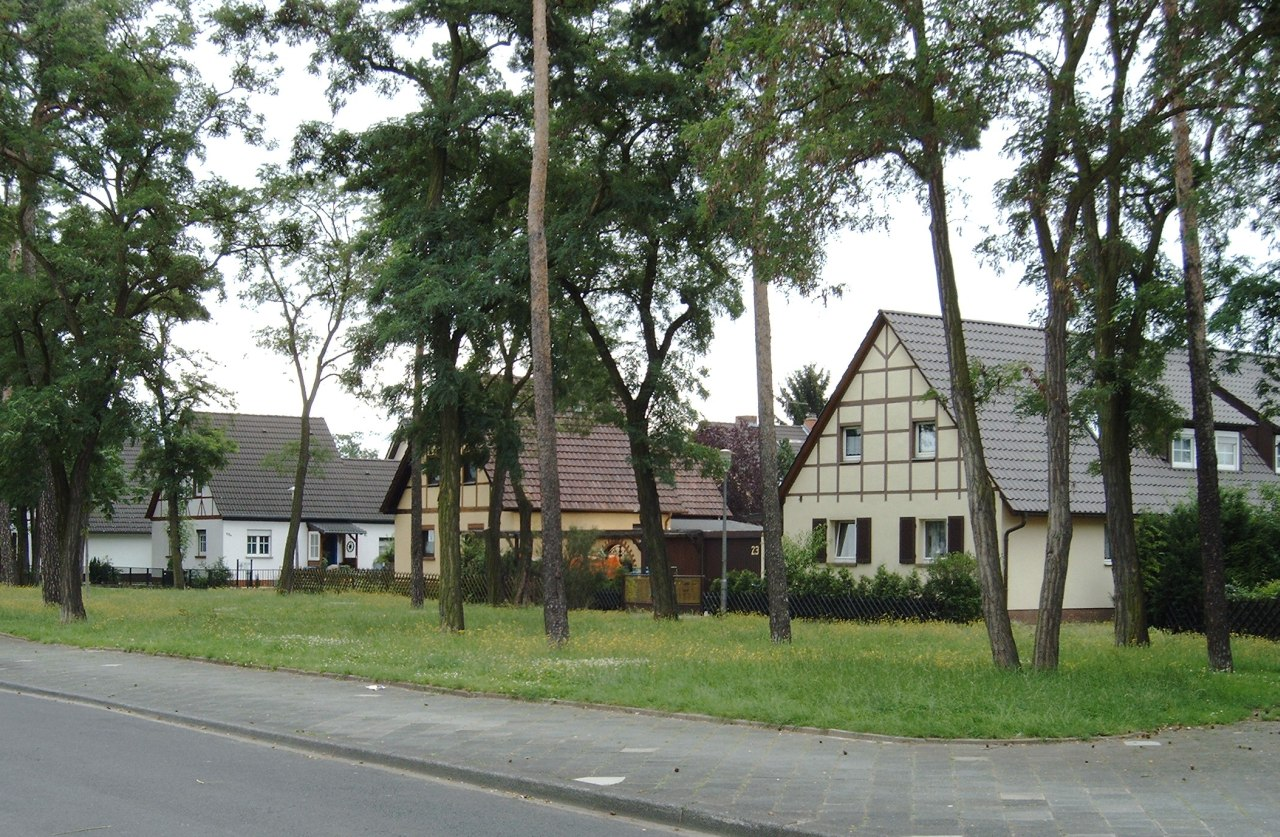
Siedlungshäuser aus den 1930ern am Bromberger Baumgang

Schönau (mannemerisch: Schänau [ˈʃɛˑnaʊ̯]) ist ein Stadtteil und Stadtbezirk im Norden Mannheims.

## Geographie

### Lage
Der Stadtbezirk Schönau liegt zwischen der A 6 im Norden, dem Rangierbahnhof Mannheim-Waldhof der Bahnstrecke Mannheim–Frankfurt im Osten, der Frankenthaler Straße im Südwesten und einer Linie im Westen, die sich ausgehend von der Frankenthaler Straße östlich des Zentralen Mannheimer Lehrgartens (Gemeinschaftswerk Arbeit und Umwelt) weitgehend über landwirtschaftliche Flächen nach Norden bis zur A 6 erstreckt. Im Südwesten, Westen und Norden grenzt Schönau an den Stadtbezirk Sandhofen, im Osten und Süden an den Stadtbezirk Waldhof.

### Umgebung
Die umliegenden Gebiete innerhalb Mannheims sind im Norden die US-amerikanische Kaserne Coleman Barracks und die Wohnsiedlung Blumenau (beide Stadtteil: Sandhofen-Nord), im Osten der Käfertaler Wald (Stadtteile: Sandhofen-Nord und Gartenstadt), im Südosten die Wohnsiedlung Gartenstadt (im gleichnamigen Stadtteil), im Südwesten ein zusammenhängendes Industriegebiet von Roche Diagnostics und Essity (Stadtteile: Waldhof-West und Sandhofen) sowie im Westen der Ortsteil Sandhofen (im gleichnamigen Stadtteil).

### Gliederung
Der Stadtbezirk Schönau gliedert sich entlang der Memeler Straße in die beiden Stadtteile Schönau-Nord und Schönau-Süd. Beide Stadtteile sind überwiegend durch Wohnbebauung gekennzeichnet, die weitgehend mit Begrünung durch Bäume entlang der Straßen und Freiflächen aufgelockert ist.

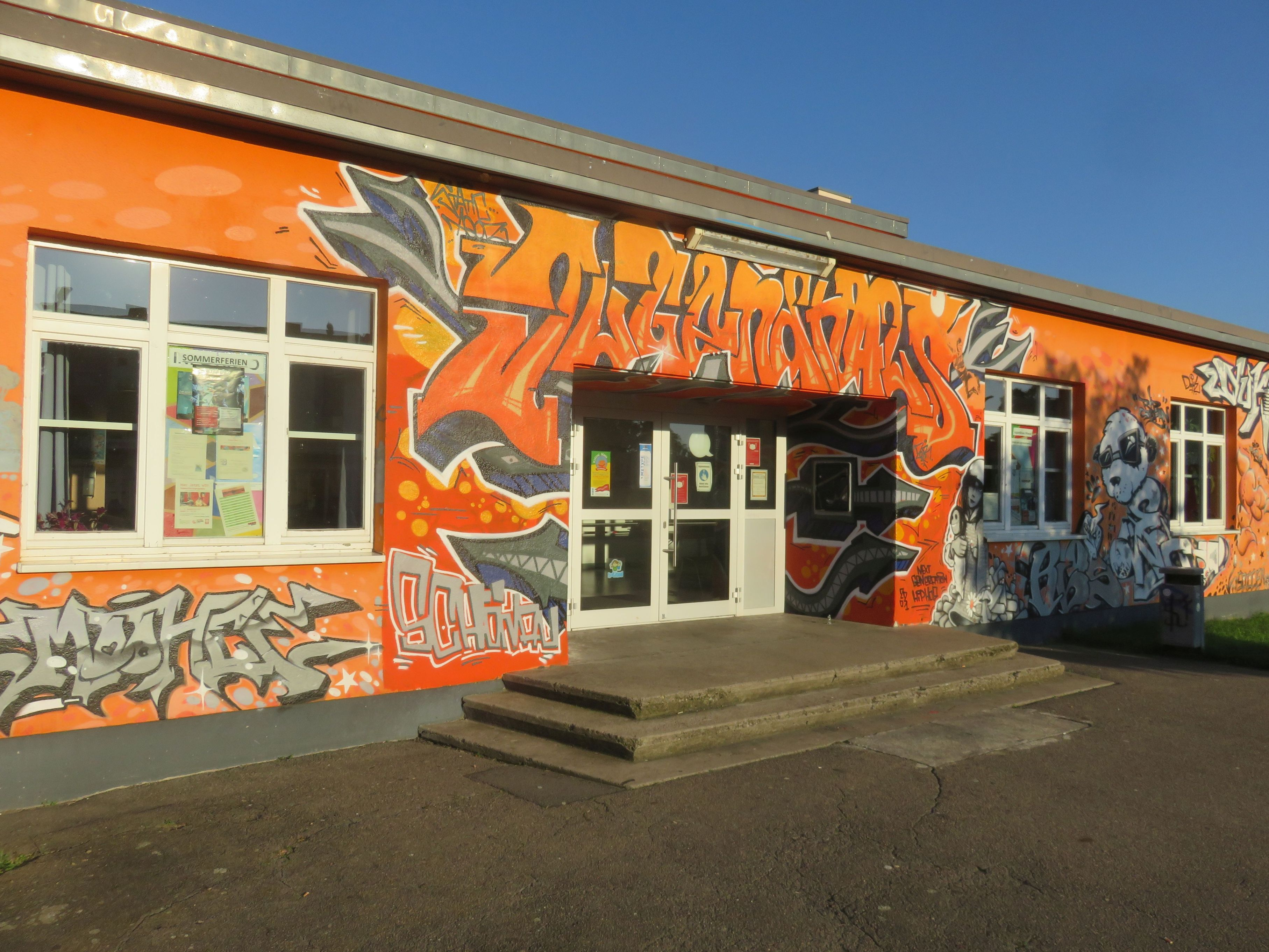
Jugendhaus Schönau an der Lilienthalstraße

#### Schönau-Nord
Östlich der Königsberger Allee liegt fast ausschließlich Wohnbebauung vor, größtenteils Mehrfamilienhäuser, kleinere Wohnblocks, sozialer Wohnungsbau und einige wenige Einfamilienhäuser. Im Zentrum des Stadtteils liegen ein Schul- und Kirchenzentrum sowie Einkaufsmöglichkeiten und die Wendeschleife der Endstelle der Straßenbahn. Am Nordrand entlang der A 6 sind Sportplätze und Kleingartenanlagen. Am Ostrand liegt nördlich ein Waldstreifen, an den südlich der Rangierbahnhof anschließt. Ein paar Häuser direkt gegenüber dem Waldstreifen sind als Gewerbegebiet ausgewiesen, optisch aber nicht als solches zu erkennen. Im Osten gibt es ein weiteres Schulzentrum und Einkaufsmöglichkeiten.
Westlich der Königsberger Allee schließt im nördlichen Bereich an die Wohnbebauung erneut eine Kleingartenanlage an, weiter nach Süden kommt ein Umspannwerk und dann ein westliches Gewerbegebiet. Noch weiter westlich der Königsberger Allee folgen bis zur Stadtteilsgrenze landwirtschaftliche Flächen.

#### Schönau-Süd
Östlich der Königsberger Allee findet man auch hier fast ausschließlich Wohnbebauung, ebenfalls ein paar Wohnblocks, jedoch deutlich mehr Ein- und Zweifamilienhäuser als in Schönau-Nord. In der Nähe der zentralen Verkehrsachse, der Kattowitzer Zeile mit der Straßenbahnlinie liegen wie in Schönau-Nord Schulen und Kirchen sowie Einkaufsmöglichkeiten, im Osten setzt sich der Rangierbahnhof fort, und im Südosten, abgetrennt durch eine Eisenbahn-Stichstrecke Richtung Essity, befindet sich das sogenannte Boehringer Dreieck, ein Sport- und Gewerbegebiet.
Westlich der Königsberger Allee setzt sich das westliche Gewerbegebiet von Schönau-Nord aus fort. Noch weiter westlich folgen bis zur Stadtteilsgrenze wieder landwirtschaftliche Flächen.

## Geschichte
Die Besiedlung Schönaus auf ehemals Sandhöfer Gebiet begann mit der Schütte-Lanz-Werft 1913, einer Luftschifferkaserne mit Luftschiffhalle. Hier wurden die Schütte-Lanz-Luftschiffe gebaut. Straßennamen wie die Luftschifferstraße in Sandhofen oder die Lilienthalstraße erinnern daran. Erste Notwohnungen entstanden nach dem Ersten Weltkrieg. Bis Mitte der 1930er Jahre gehörte das Gebiet zur Evangelischen Pflege Schönau, die auf das 1558 aufgelöste Kloster Schönau (Odenwald) zurückgeht. Nachdem die Stadt Mannheim das Areal erworben hatte, begann die planmäßige Bebauung. Von 1936 bis 1941 entstanden als Vorzeigeprojekt der Nationalsozialisten 600 sogenannte „Volkswohnungen“, was aber nicht allzustark von Erfolg gekrönt war, da es in Schönau eine aktive Widerstandszelle gegen das NS-Regime gab.
Nach dem Zweiten Weltkrieg wuchs der Stadtteil deutlich. Nördlich der „Volkswohnungen“ entstand eine neue Siedlung, in die viele Flüchtlinge und Vertriebene aus den deutschen Ostgebieten, Schlesien und Ungarn zogen. Die Straßen auf der Schönau sind nach Städten und Flüssen aus den ehemaligen Ostgebieten Deutschlands, wie zum Beispiel Posen, Kattowitz und der Memel benannt. Als Folge des Zuzugs vergrößerte sich zwischen 1953 und 1963 die Einwohnerzahl rasch. 1953 wurde die Schönau offiziell zu einem eigenständigen Stadtteil von Mannheim erhoben, 1964 wurde die Straßenbahnlinie von Waldhof nach Schönau verlängert.
Ab 1983 wurde das Neubaugebiet Nordost auf einem freigegebenen Areal der US-Armee besiedelt. Im Mai/Juni 1992 kam es zu tagelangen Unruhen anlässlich der Unterbringung von Flüchtlingen in der (mittlerweile abgerissenen) Gendarmeriekaserne.
| Jahr      | 1946  | 1950  | 1952  | 1957   | 1961   | 1978   | 1984   | 1997   |
| --------- | ----- | ----- | ----- | ------ | ------ | ------ | ------ | ------ |
| Einwohner | 5.049 | 5.959 | 8.900 | 13.578 | 15.298 | 12.684 | 11.987 | 15.577 |

## Politik, Verwaltung
Nach der Hauptsatzung der Stadt Mannheim hat der Stadtbezirk einen Bezirksbeirat, dem 12 dort wohnende Bürger angehören, die der Gemeinderat entsprechend dem Abstimmungsergebnis der Gemeinderatswahl bestellt. Sie sind zu wichtigen Angelegenheiten, die den Stadtbezirk betreffen, zu hören und beraten die örtliche Verwaltung sowie Ausschüsse des Gemeinderats.
| Partei           | 2019 | 2014 | 2009 | 2004 | 1999 | 1994 |
| ---------------- | ---- | ---- | ---- | ---- | ---- | ---- |
| SPD              | 3    | 5    | 6    | 6    | 6    | 7    |
| GRÜNE            | 2    | 1    | 1    | 0    | 0    | 1    |
| CDU              | 2    | 3    | 4    | 5    | 6    | 3    |
| AfD              | 2    | 1    | 0    | 0    | 0    | 0    |
| Die Linke        | 1    | 1    | 1    | 0    | 0    | 0    |
| Mannheimer Liste | 1    | 1    | 0    | 1    | 0    | 0    |

Als einer der elf äußeren Stadtbezirke besitzt Schönau ein Gemeindesekretariat, dem örtliche Verwaltungsaufgaben obliegen.

## Kultur und Sehenswürdigkeiten

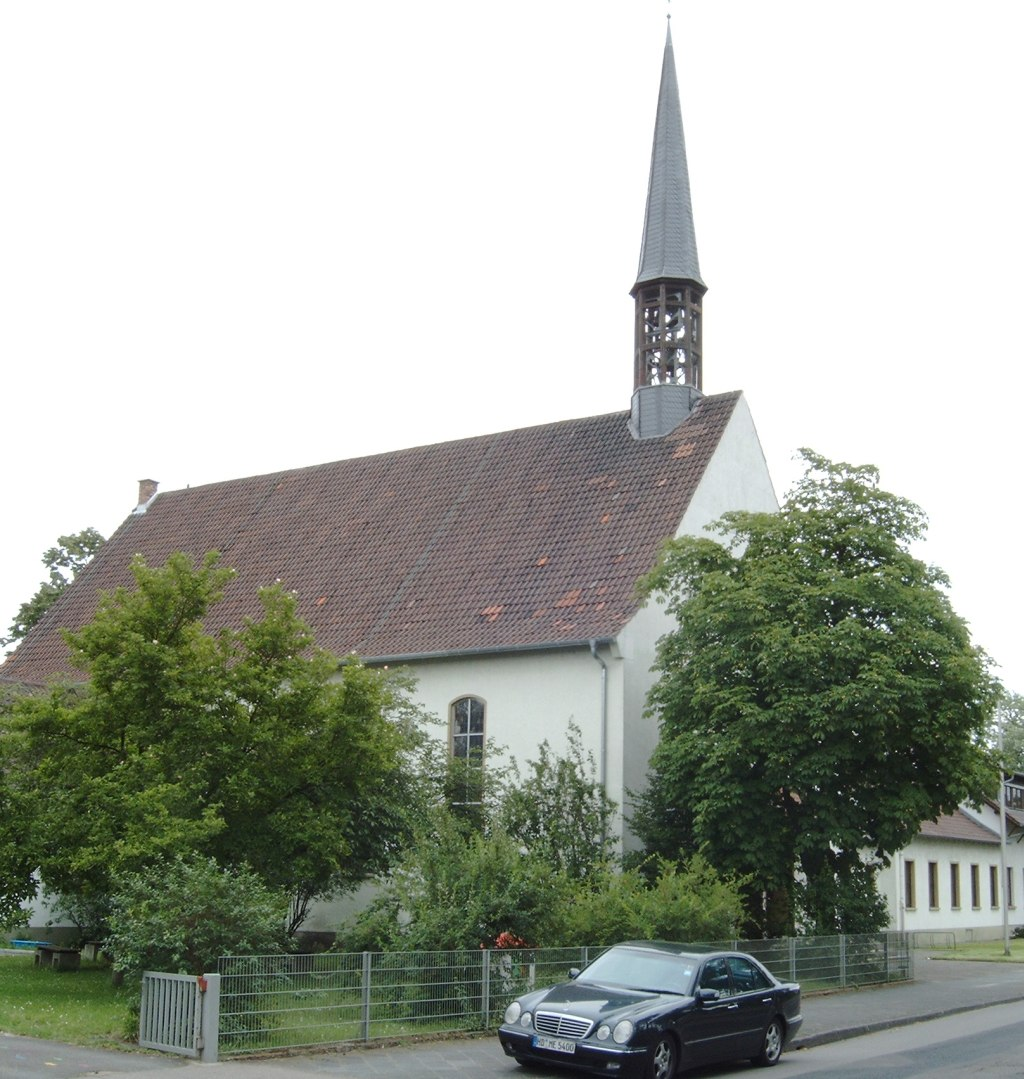
Emmauskirche
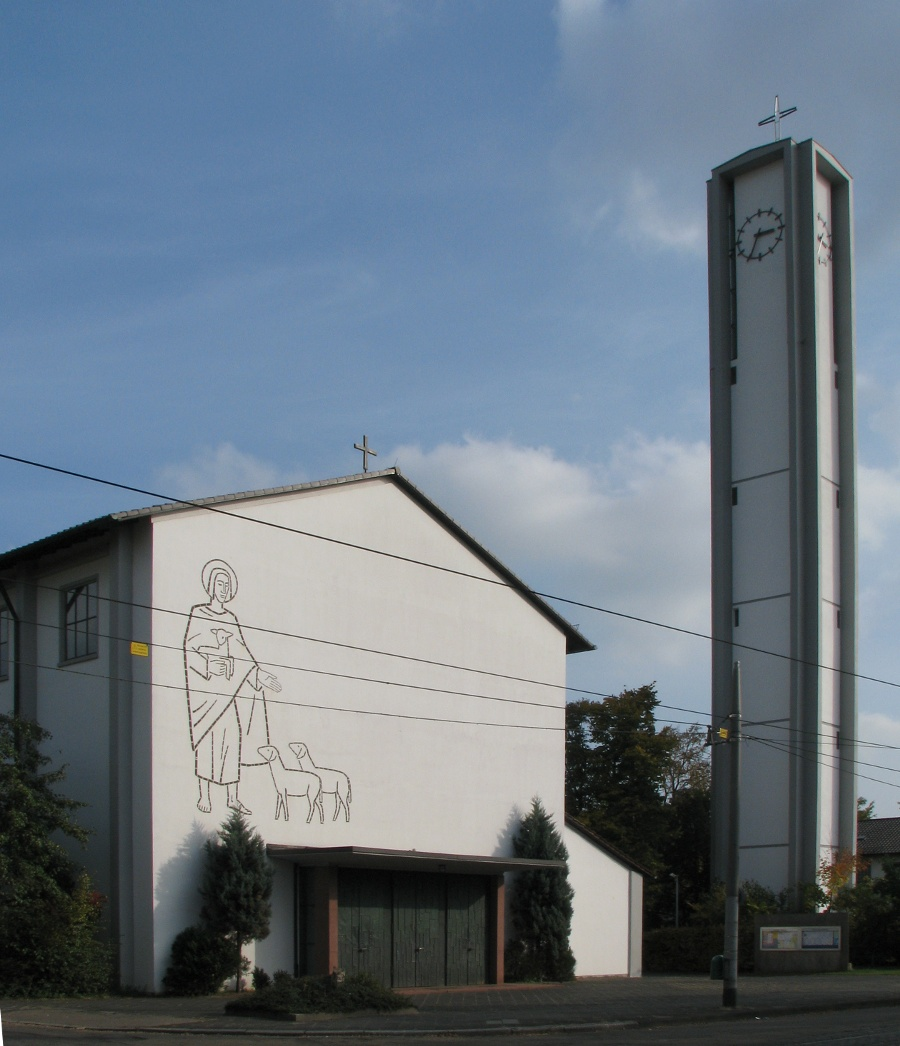
Gute-Hirten-Kirche
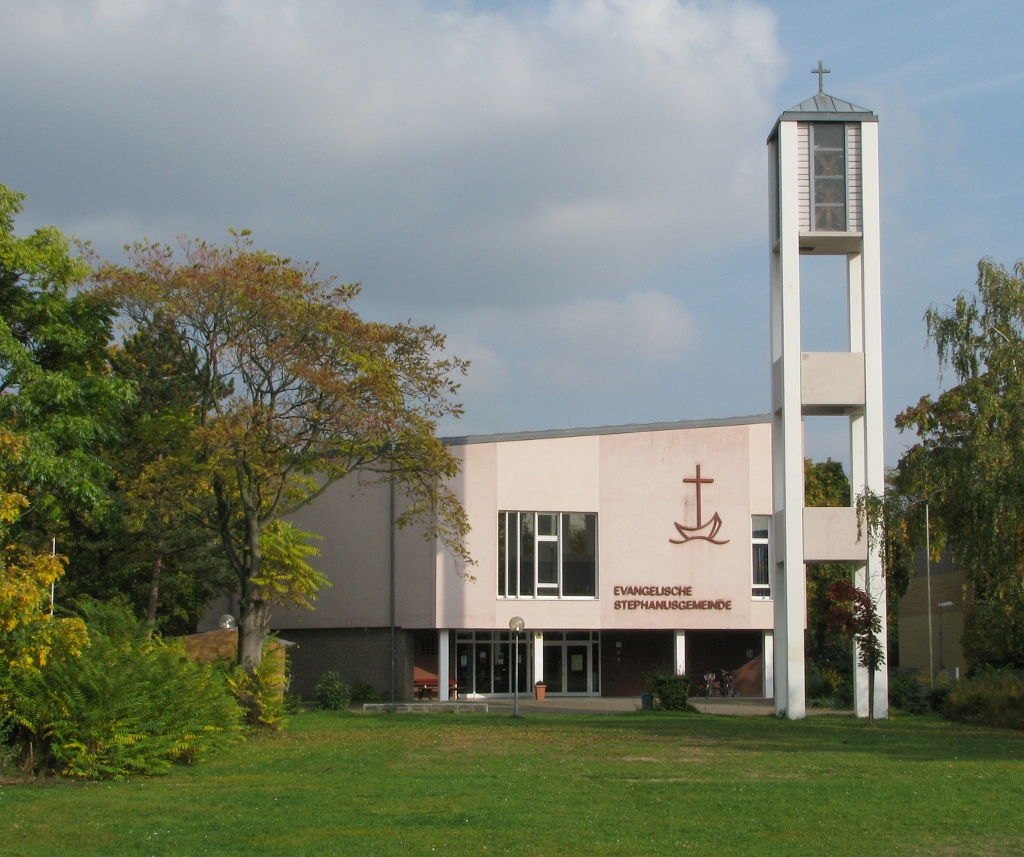
Stephanuszentrum

Die evangelische Emmauskirche stammt von 1953. Die katholische Gut-Hirten-Kirche wurde 1959 mit dem Kirchturm fertiggestellt. Das evangelische Stephanuszentrum in Schönau-Nord aus dem Jahr 1967 wurde 1993 mit einem Glockenturm erweitert.
Östlich der Riedbahn befindet sich mit dem Käfertaler Wald, dem größten Wald Mannheims, ein beliebtes Naherholungsgebiet.

## Stadtteilleben
Schönau ist ein sehr grüner Stadtteil und liegt nahe am Käfertaler Wald. Das soziale Leben ist geprägt von zahlreichen Vereinen; über 30 von ihnen haben sich in der Dachorganisation der Schönauer Vereine zusammengeschlossen. Ergebnis des Engagements der Bürger ist auch das erste Bunkermuseum Baden-Württembergs, welches 2005 eröffnet wurde.
Im Rahmen der „Schönauer Rochade“ wurden jüngst alle Schönauer Schulen saniert, um- oder neu gebaut. Außerdem gibt es für Kinder und Jugendliche 13 Kindertagesstätten, 2 Grundschulen, 1 Gemeinschaftsschule und 1 Gymnasium sowie das Jugendhaus Schönau. Am Johanna-Geissmar-Gymnasium gibt es eine Zweigstelle der Stadtbibliothek Mannheim.

## Sport
- Sport und Fußball insbesondere waren und sind in Mannheim nicht wegzudenken. So gibt es im Stadtteil Schönau einen örtlichen Fußballverein. Der TSV 47 Mannheim-Schönau spielt in der Saison 2011/12 in der Kreisklasse A.
- Der TV 1877 Waldhof hat sein Vereinsheim auf dem Gebiet des Stadtbezirks Schönau (im Boehringer Dreieck).[9]

## Wirtschaft und Infrastruktur

### Öffentliche Einrichtungen
- Die Schönau ist mit einem Bürgerdienst-Büro der Stadt Mannheim ausgestattet.[10]
- Im Zentrum des Stadtteils befindet sich ein Polizeiposten.[11]

### Bildungseinrichtungen

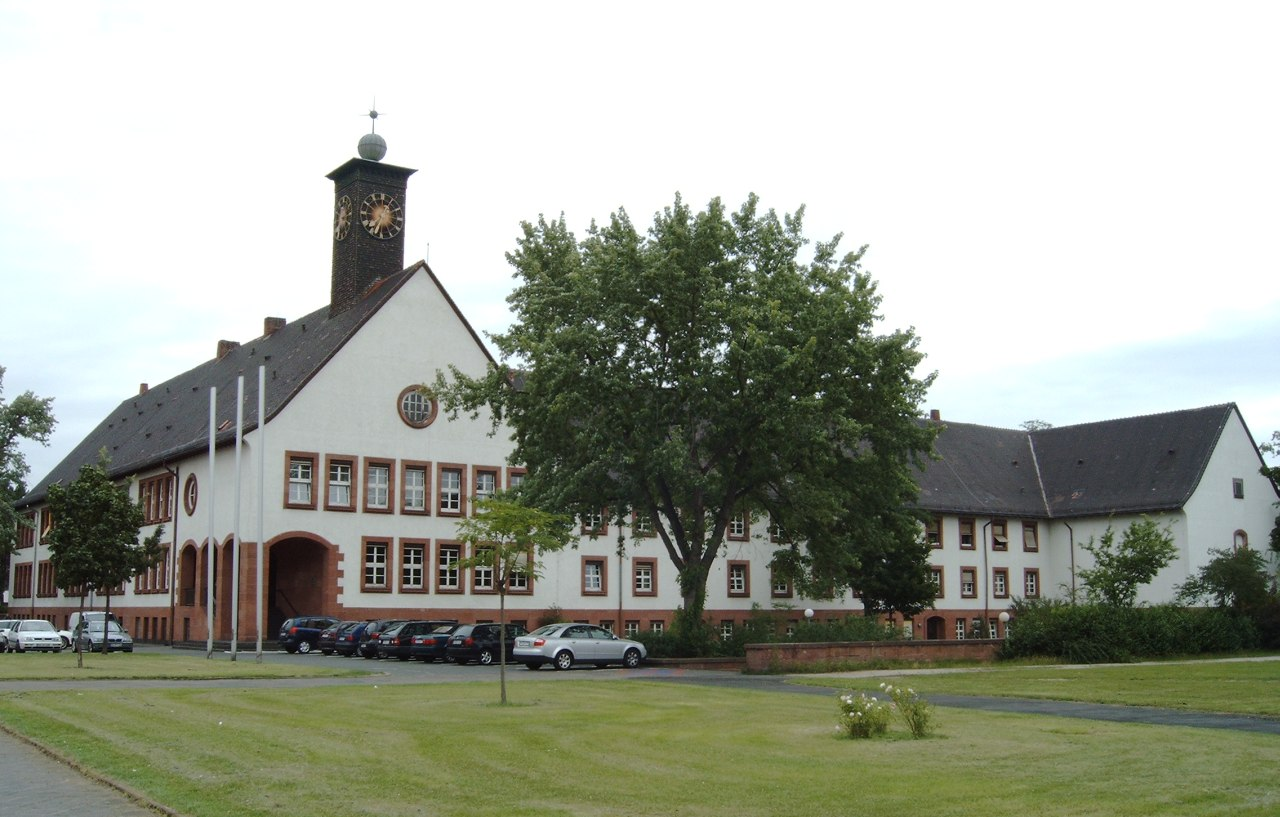
Schönauschule von 1941

- Johanna-Geissmar-Gymnasium[12] mit Zweigstelle der Stadtbibliothek[13]
- Schönauschule (Grundschule)[14]
- Hans-Christian-Andersen-Schule (Grundschule, Ganztagsschule)[15]
- Kerschensteinerschule (Gemeinschaftsschule, Ganztagsschule)[16]

### Gewerbegebiete
- Am westlichen Rand der Schönau, an der Königsberger Allee, ist ein Gewerbegebiet angesiedelt, in dem die Firma Pepperl+Fuchs größter Arbeitgeber ist.
- Im Südosten befindet sich das sogenannte Boehringer Dreieck, ein Sport- und Gewerbegebiet mit Gebäuden von Roche, einigen kleineren Betrieben sowie Sportanlagen, unter anderem auch dem Vereinshaus des TV Waldhof.[9]

### Wohngebäude
Die Bebauung lässt sich grob in drei Abschnitte unterteilen: Siedlungshäuser im Süden, ein Neubaugebiet im Nordosten und Wohnblocks mit Sozialwohnungen im Nordwesten, die zu einem negativen Image des Stadtteils geführt haben.

## Persönlichkeiten
- Helga Klein (1931–2021), Leichtathletin und Gewinnerin einer Silbermedaille bei den Olympischen Sommerspielen 1952
- Uwe Rahn (* 1962), Fußballspieler und Vizeweltmeister bei der Fußball-Weltmeisterschaft 1986
- Norbert Hofmann (* 1972), Fußballspieler
- Sergio Peter (* 1986), Fußballspieler in der englischen Premier League
- Richard Brox (* 1964), Autor beim Rowohlt-Verlag, Literaturpreisträger und mildtätiger Sponsor in Mannheim.